# Fotinovo (distrikt i Kărdzjali)
Fotinovo (bulgariska: Фотиново) är ett distrikt i Bulgarien.   Det ligger i kommunen Obsjtina Kirkovo och regionen Kărdzjali, i den södra delen av landet, 220 km sydost om huvudstaden Sofia.